# سونیا ایزاکس
سونیا ملیسا آیزاکس (متولد ۲۲ ژوئیه ۱۹۷۴) یک خواننده کانتری، گاسپل بلوگرس و موسیقی مسیحی آمریکایی است. ایزاکس در نزدیکی مورو، اوهایو بزرگ شد و در سال ۱۹۹۲ از دبیرستان لیتل میامی فارغ‌التحصیل شد. پدربزرگ و مادربزرگ مادری او بازماندگان یهودی لهستانی هولوکاست هستند و در سال ۱۹۴۵ از اردوگاه کار اجباری در آلمان آزاد شدند
آیزاکس در سال ۲۰۲۱ به عضویت گروه اوله اپری درآمد
او یک آلبوم در آلبوم‌های لیریک استریت منتشر کرده‌است و پنج تک آهنگ را در نمودار ترانه‌های داغ کانتری بیلبورد به دست آورده‌است.
پرفروش‌ترین آهنگ او، «هنوز پشیمان نیست»، در جدول کانتری رتبه ۳۶ را به دست آورد اما در آلبومی ظاهر نشد.
آیزاکس در ۲۰ دسامبر ۲۰۰۹ با خواننده و ترانه‌سرا جیمی سالی ازدواج کرد و با او آهنگ ۲۰۱۱ مارتینا مک براید " من تو را از طریق آن دوست خواهم داشت " را نوشت. ایزاکس و سالی دارای دو پسر در سال‌های ۲۰۱۱ و ۲۰۱۵ و یک دختر در سال ۲۰۱۷ هستند.